# Alexiu Pocol
Alexiu Pocol (n. 1871, Lozna, Sălaj  – d. 1935, Budapesta , Ungaria) a fost delegat la Marea Adunare Națională de la Alba Iulia din 1 decembrie 1918.

## Date biografice
Înainte de 1918 a fost învățător, dar a dobândit prin căsătorie o importantă avere. A fost membru al P.N.R. și a colaborat activ cu liderii naționali, Gheorghe Pop de Băsești și Vasile Lucaciu. Ca membru al „Astrei”, a sprijinit material organizarea adunărilor generale anuale ale acesteia. În anii 1919-1922 a fost ales de două ori senator pe listele P.N.R., iar în anii următori a ocupat în mai multe rânduri funcția de primar al orașului Baia Mare.